# ラテン橋
ラテン橋 (ボスニア語: Latinska ćuprija,クロアチア語: Latinska ćuprija,セルビア語: Принципов мост、ユーゴスラビア時代はプリンツィプ橋 Principov mostと呼ばれていた。）はボスニア・ヘルツェゴビナの首都サラエヴォの中心市街を流れるミリャツカ川に架かるオスマン帝国時代からの歴史的な橋である。ラティンスキー橋とも呼ばれる。橋の北端はガヴリロ・プリンツィプによりオーストリア＝ハンガリー帝国の皇帝・国王の継承者フランツ・フェルディナント夫妻が暗殺され第一次世界大戦の契機となったサラエボ事件の現場である。

## 歴史

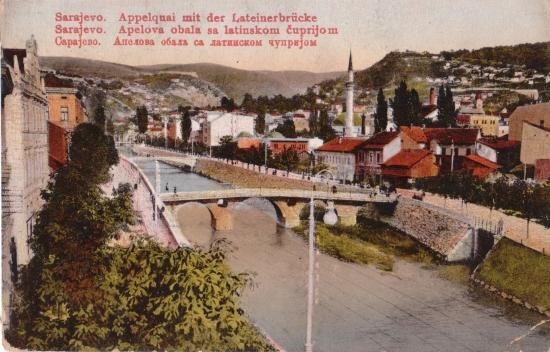
1913年頃のラテン橋

橋の基礎の推定からラテン橋はサラエヴォに現存する橋の中では一番古い橋で、1514年からのボスニア・サンジャクの調査で現在の場所が述べられている。橋は皮革工のフセインHusseinの息子シーメルドSirmerdにより建築された 。この最初の橋は木で造られていたようで、1565年からの裁判所の記録証書ではサラエヴォの著名な市民であるアリ・アジニ・ベグAli Ajni-Begにより現在地に石橋が築かれた。
1791年11月15日に酷い洪水により橋はかなりの損害を受け、サラエヴォの商人であったアブドゥラ＝アガ・ブリガ Abdulah-aga Brigaの資金により再建された。橋は1798-1799年に再建されている。橋は4つのアーチと残りは3つの頑丈な柱、堤防で構成され、石と石膏で建築されている。また橋脚の上には目立つ2つの目のような穴があり、現代のサラエヴォの市章にもその形を見ることが出来る。交通量が激しいオースリア＝ハンガリー時代には橋に舗装が追加された。

## サラエボ事件と橋の名称

オーストリア大公が暗殺された橋に関連する地図

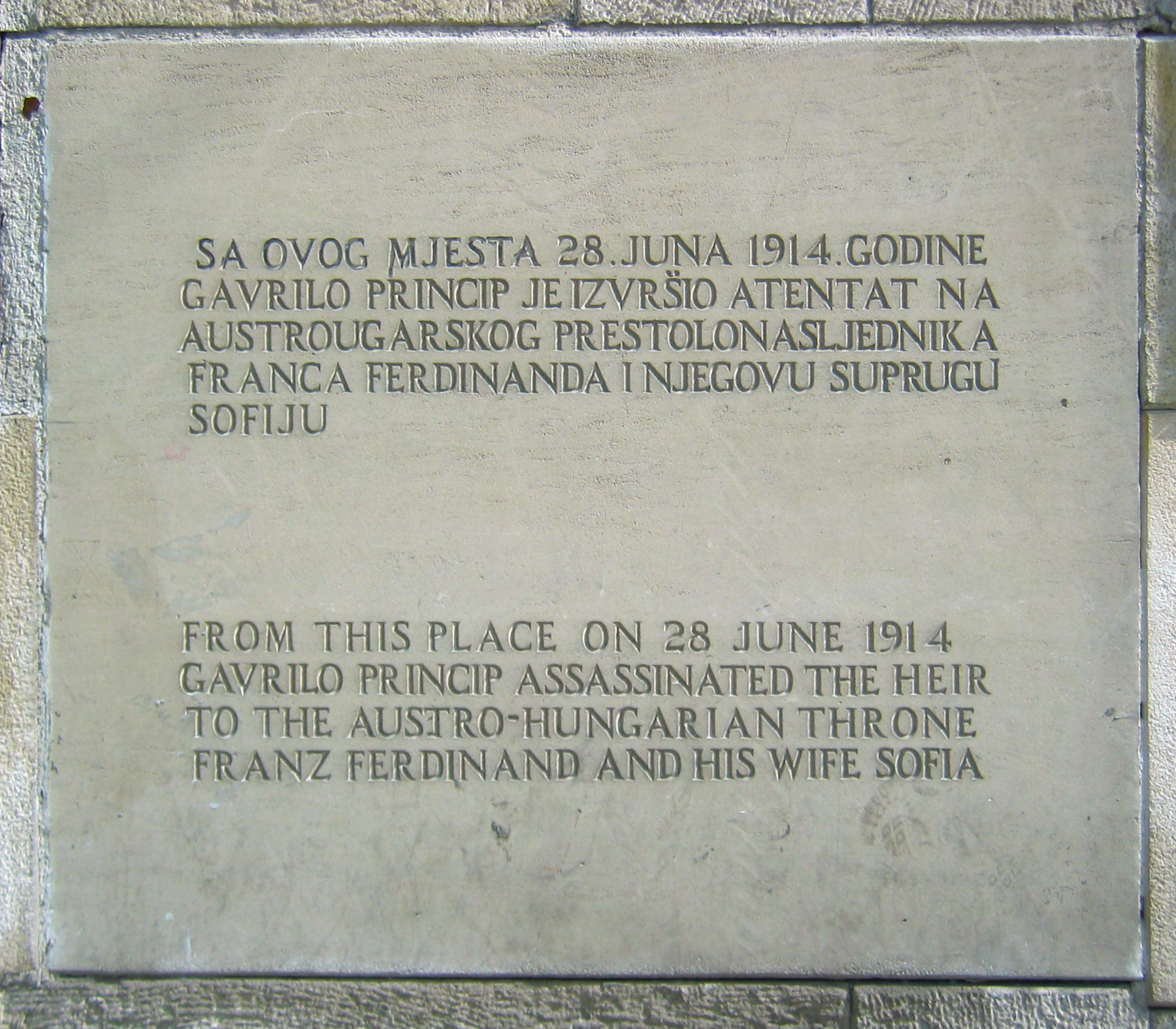
サラエボ事件（2009年撮影）の位置の記念プラーク。使用される言葉のトーンは、セルビア人のエリートで英雄と考えられていたユーゴスラビア時代のプラークに比べてより中立的で事実に基づいている。

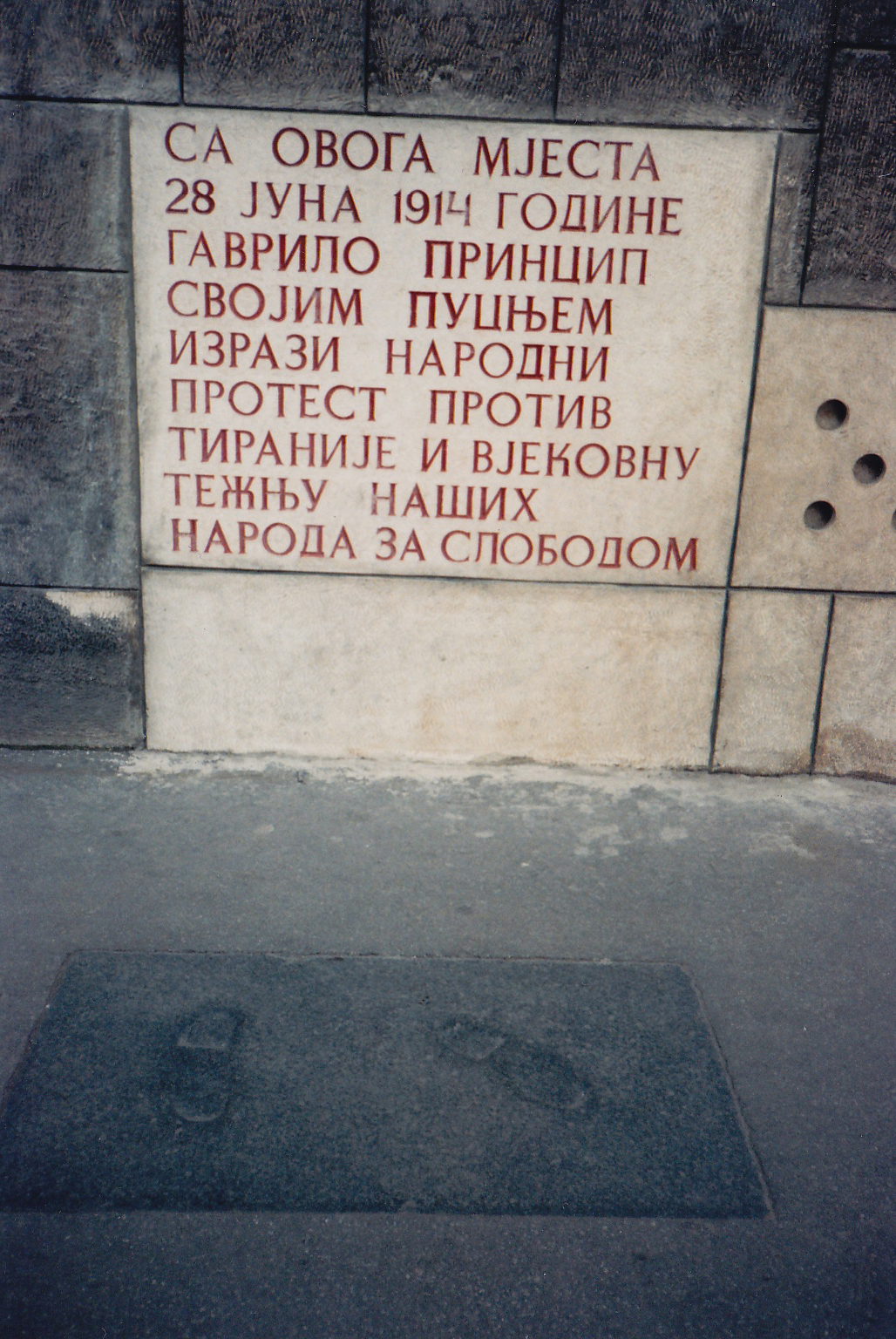
サラエボ事件とガヴリロ・プリンツィプの歩みを記念したプラーク（1987年撮影）。後にボスニア・ヘルツェゴビナ紛争で被害を受け、記念碑の前にある足跡は取り除かれ、プラークはキリル文字からラテン文字に変えられた。

1914年6月28日、右岸から通りに入る曲がり角でガヴリロ・プリンツィプはオーストリア＝ハンガリー帝国の皇帝・国王の継承者フランツ・フェルディナント夫妻を狙撃し射殺した。これは第一次世界大戦が始まった直接の原因となった。橋はその後、ユーゴスラビア時代にプリンツィプ橋と改名されたが、ユーゴスラビア紛争後元の名称であるラテン橋に戻された。橋の名称であるラテン橋の由来は街の中心にあるカトリック教会と以前は多数を占めていたカトリック教徒達が暮らす指定された川の地区"Latinluk" を結ぶ最短ルートであった事実による。